# Marża brutto
Marża brutto (ang. gross margin) – stosunek zysku brutto ze sprzedaży do przychodów ze sprzedaży badanego przedsiębiorstwa w danym okresie. Zależność tę można przedstawić za pomocą następującego równania (wynik w procentach):
{\displaystyle Marza\ brutto\ =\left({\frac {Przychody-Koszt\ sprzedanych\ produktow\ towarow\ i\ materialow}{Przychody}}\right)\cdot 100\%}
Koszty sprzedanych produktów, towarów i materiałów odnoszą się do całości nakładów połączonych bezpośrednio z produktem, np.: koszty energii, koszty pracy, koszty materiałów w danym okresie. Nie wlicza się do nich kosztów administracji, wydatków na biuro, czynsz itp.
W ujęciu bezwzględnym marża brutto jest synonimem wyniku brutto ze sprzedaży:
Marża brutto = Przychody ze sprzedaży – Koszt sprzedanych produktów, towarów i materiałów
Podręczniki rachunkowości zarządczej utożsamiają często marżę brutto z tzw. marżą pokrycia (ang. contribution margin), zdefiniowaną jako różnica między przychodami ze sprzedaży a kosztami zmiennymi.